# Leandro Silva (futebolista)
Leandro Paulino da Silva, ou simplesmente Leandro Silva (Iretama, 7 de abril de 1986), é um futebolista brasileiro que atua como zagueiro, lateral-direito e volante. Atualmente joga pelo SOBE Iguaçu.

## Carreira
Começou sua carreira no J. Malucelli em 2007.
Em 2008, saiu para empréstimo para o Paraná.
Em 2010, foi para Atlético Paranaense participando de 12 jogos.
Em 2011, retornou ao J. Malucelli. Porém, no mesmo ano, foi a Portuguesa onde ganhou o título da segunda divisão do futebol brasileiro.
Voltou do empréstimo em 2013 para o J. Malucelli.
Em 2014, teve uma breve passagem pelo Boa Esporte.
Em 2015, foi vendido ao Coritiba Foot Ball Club.
Em maio de 2016, retornou ao Paraná Clube.

## Títulos
Portuguesa
- Campeonato Brasileiro de Futebol - Série B: 2011[3]